# Батончик Mars во фритюре
Батончик Mars во фритюре (англ. deep-fried Mars bar) — обычный батончик Mars, зажаренный в кляре, обычно используемом для жарки во фритюре рыбы, сосисок и других продуктов. Шоколадный батончик обычно охлаждается перед жаркой, чтобы предотвратить таяние в жире для жарения, несмотря на то, что холодный батончик может сломаться при нагревании.
Блюдо появилось в магазинах рыбы и картофеля фри в Шотландии как шуточное блюдо и никогда не было распространённым. После того, как в середине 1990-х годов разные СМИ начали писать о блюде в рамках репортажей об общеизвестно нездоровой диете шотландских городов, популярность блюда стала выше. Компания Mars, производящая одноимённые батончики, не поддержала идею, выпустив комментарий, что «жарка одного из [их] продуктов противоречит нашему стремлению продвигать здоровый, активный образ жизни».

## История
Создание блюда предписывается Джону Дэйви (англ. John Davie), который изобрёл сладость в 1992 году в кафе The Haven (сейчас — The Carron) в Стоунхейвене, городе на северо-восточном побережье Шотландии.
Первое известное упоминание блюда произошло 24 августа 1995 года в статье шотландской газеты Daily Record под заголовком «Mars supper, please» (с англ. — «Mars на ужин, пожалуйста»). Газеты The Herald и The Scotsman вышли с историей про блюдо на следующий день, после чего его осветили британские газеты. После этого Кит Чегвин провёл дегустацию батончиков в программе The Big Breakfast и сюжет об этом был показан BBC World Service.
В июле 2015 года окружной совет Абердиншира повелел владельцам кафе The Carron убрать баннер, рекламирующий магазин как место происхождения батончиков во фритюре. Совет хотел «улучшить внешний вид Стоунхейвена». Собственники отказались снимать баннер.

## Популярность
После того, как батончики Mars во фритюре упомянул в 2004 году в эфире The Tonight Show американского канала NBC телеведущий Джей Лено, The Lancet заказал в июне 2004 года исследование у университета Данди, призванное подтвердить или опровергнуть связь Шотландии с батончиками Mars во фритюре.
Исследование, опубликованное в декабре 2004 года, было призвано узнать, насколько доступны батончики Mars во фритюре в Шотландии, и покупают ли их люди. Телефонный опрос 627 магазинов рыбы и картофеля фри в Шотландии показал:
- 66 магазинов продавали батончики, 22 % из которых ответили на опрос; три четверти из них продавали батончики последние 3 года.
- Дополнительные 17 % продавали их в прошлом.
- Среднее число продаж — 23 батончика в неделю, но 10 магазинов сообщили о продажах в 50—200 батончиков в неделю.
- Средняя цена — 0,60 фунтов стерлингов (диапазон — от 0,30 фунта до 1,50 фунтов).
- 76 % батончиков проданы детям.
- 15 магазинов сообщили о беспокойстве о здоровье, связанном с блюдом.
- Многие из магазинов, которые не продавали продукт, решили этого не делать, так как процесс готовки делает фритюр чёрным.

В 2012 году кафе The Carron в Стоунхейвене, начавшее продавать батончики, оценивало число продаж в 100—150 баточников в неделю, но 70 % были проданы посетителям, которые были наслышаны об их репутации.

## Кулинарное влияние
В 2000 году шотландский шеф Росс Кендалл включил батончики в меню ресторана Le Chipper в Париже.
Батончик Mars во фритюре также поспособствовал появлению других жареных кондитерских изделий, например, Reiver's Fish Bar в Дансе ежегодно рекламирует жареное шоколадное пасхальное яйцо Cadbury Creme Egg. Сообщалось также о Snickers во фритюре, в особенности в США, где батончики Mars не распространены; они популярны на ярмарках штатов и похожих мероприятиях.

## Символ плохого рациона
С тех пор, как о батончиках впервые сообщили в СМИ в августе 1995 года, когда в Daily Record вышла статья под заголовком «Scotland’s craziest takeaway» (с англ. — «Самое странное блюдо на вынос в Шотландии»), они стали символом плохого здоровья, ожирения и рациона с повышенным содержанием жира. Изначальную статью подхватили другие СМИ Великобритании, в которых блюдо также изображалось в контексте плохого рациона Шотландии и всей Великобритании и связанных с ним уровнях ожирения.
В 2012 году кафе The Haven подала заявку на включение блюда в список защищённых наименований продуктов питания Евросоюза. Но компания Mars попросила кафе чётко разъяснить, что жарка батончиков «не разрешена и не одобрена» компанией, и уведомление об этом было помещено в самом кафе и его меню.
Батончики во фритюре называли одним из проявлений «эффекта Глазго» — факта того, что город имеет более высокий уровень смертности, чем многие города похожего размера. В интервью 2012 года ресторатор из Глазго Джон Квигли заявил, что Шотландия пытается снять с себя нездоровый имидж в течение 20 лет, со времён освещения СМИ батончиков Mars во фритюре.